# Kenjirō Hata
Kenjirō Hata (畑 健二郎, * 19. Oktober 1975 in der Präfektur Fukuoka in Japan) ist ein japanischer Mangaka. Seine erfolgreichsten Werke sind Hayate the Combat Butler und Tonikawa – Fly Me to the Moon.

## Werdegang
Zu Beginn seiner Karriere war Hata Assistent von Mangaka Kōji Kumeta. Seine bisher erfolgreichste Serie startete er 2004 mit Hayate the Combat Butler. Bis zu ihrem Abschluss 2017 erreichte der Manga einen Umfang von 52 Bänden und wurde mehrfach als Anime umgesetzt. Von 2011 bis 2017 veröffentlichte er die Serie Seiyu's Life! als Dōjinshi auf der Comiket. Diese von ihm gezeichnete Serie über Synchronsprecherinnen wurde geschrieben von Masumi Asano, die als japanische Synchronsprecherin bekannt wurde. Auch dieser Manga wurde als Anime adaptiert. 2018 heirateten Hata und Asano. Seit 2018 erscheint in Japan Hatas neueste Serie Tonikawa – Fly Me to the Moon, die 2019 eine Anime-Adaption erhielt und als erste und einzige auch ins Deutsche übersetzt wurde.

## Werke
- Hayate the Combat Butler (2004–2017, 52 Bände)
- Seiyu's Life! (2011–2017, mit Autorin Masumi Asano)
- Ad Astra per Aspera (2015)
- Tonikawa – Fly Me to the Moon (seit 2018, 19 Bände)